# うつすメイドインワリオ
『うつすメイドインワリオ』は、2008年12月24日に任天堂開発・発売したニンテンドーDSiウェアである。アメリカでは2009年4月5日、ヨーロッパでは2009年4月3日発売。

## 概要
アメリカでは"WarioWare Snapped!"が2009年4月5日配信、中国では「照照瓦力欧制造」の名称で配信されている。プレイヤーは、ワリオがオーナーをつとめる遊園地・ワリオパークのジェットコースターに乗る入場客という設定。DSi本体内側のカメラによって画面に映し出された顔や手を実際に動かす事で、次々と出される「お題」のゲームをクリアしていく。お題は1つのコースにつき5問出題される。

## 登場キャラクター
ワリオ
ワリオパークのオーナー。彼の扱うコースは動きの激しいゲームのお題。
モナ
ワリオパークで働く女子高生。彼女の扱うコースは狙って合わせるゲームのお題。
ジミーT
ワリオパークで働くダンサー。彼の扱うコースはシーンになりきるゲームのお題。
カット&アナ
ワリオパークで働く幼稚園児。彼女達の扱うコースは2人で遊ぶゲームのお題。

## 注記
- カメラが一定の時間反応できなかった場合はジェットコースターの緊急停止となりゲームが終了する。